# Korobejniki
Korobejniki (Russisch: Коробе́йники, Korobéjniki, vertaalbaar als De Venters of De Leurders) is een populair Russisch lied gebaseerd op een gelijknamig gedicht geschreven door Nikolaj Nekrasov in 1861.
Het werd gepubliceerd in het tijdschrift Sovremennik in 1861. Korobejniki waren leurders of deur-aan-deurverkopers die boeken, textiel en allerhande andere waren verkochten in de tijd van het Rusland van vóór de revolutie.
Het lied behoorde al snel tot de Russische volksmuziek. 
Het tempo van het lied neemt toe met de tijd en heeft een vrij dansbaar ritme.

## Tetris
Het lied was een van de drie melodieën van de Game Boy-versie van het spel Tetris en is daardoor ook in de westerse cultuur vrij bekend onder de generatie die opgroeide met de Game Boy.

## Tekst
| Russische tekst | Transcriptie |
| --- | --- |
| Ой полным полна моя коробушка Есть и ситец и парча. Пожалей, душа-зазнобушка, Молодецкого плеча.Выйду, выйду в рожь высокую, Там до ночки погожу, Как завижу черноокую, Все товары разложу.Цены сам платил немалые, Не торгуйся, не скупись, Подставляй-ка губки алые, Ближе к молодцу садись.Вот уж пала ночь туманная, Ждёт удалый молодец.. Чу, идёт! - пришла желанная, Продаёт товар купец.Катя бережно торгуется, Всё боится передать, Парень с де́вицей целуется, Просит цены набавлять.Знает только ночь глубокая, Как поладили они. Распрямись ты, рожь высокая, Тайну свято сохрани! | Oj polnym polna moja koroboesjka Jest’ i sitets i partsja Pozjalej, doesja-zaznoboesjka Molodetskogo pletsja. Vyjdoe, vyjdoe v rozj’ vysokoejoe, Tam do notjski pogozjoe, Kak zavizjoe tsjernookoejoe, Vse tovary razlozjoe. Tseny sam platil nemalyje, Ne torgoejsja, ne skoepis’, Postavljaj-ka goebki alyje, Blizje k molodtsoe sadis’. Vot oezj pala notsj’ toemannaja, Zjdjot oedalyj molodets… Tsjoe, idjot! – prisjla zjelannaj, Prodajot tovar koepets. Katja berezjno torgoejetsja, Vsjo boitsja peredat’, Paren’ s dévitsej tseloejetsja, Prosit tseny nabavljat’. Znajet tol’ko notsj’ gloebokaja, Kak poladili oni. Rasprjamis’ ty, rozj’ vysokaja, Tajnoe svjato sochrani! |